# パダン・シデムプアン
パダン・シデムプアン（インドネシア語: Padangsidimpuan）はインドネシアのスマトラ島の北スマトラ州の都市である。かつては南タパヌリ県の県都だった。面積は114.54km2で、人口は19万9582人である(2014年推定)。

## 行政
パダン・シデムプアン市は6つの区(ケカマタン)に分かれている。

| 名称                                     | 人口 2010年統計 |
| ---------------------------------------- | --------------- |
| パダン・シデムプアン・テンッガラ(南東部) | 29,810          |
| パダン・シデムプアン・セラタン(南部)     | 61,064          |
| パダン・シデムプアン・ウタラ(北部)       | 59,273          |
| パダン・シデムプアン・バトゥナドゥア     | 18,396          |
| パダン・シデムプアン・フタインバル       | 15,480          |
| パダン・シデムプアン・アンコラ・ジュル   | 7,508           |